# Саут-Даунс

The Wealden Anticline.

Саут-Даунс (англ. South Downs) — возвышенность, одна из четырёх областей отложений мела в Южной Англии. Простирается с востока Гэмпшира, через Суссекс и достигает наибольшей высоты в скалах Бичи-Хед.
Саут-Даунс — это новейший национальный парк Англии, образован 31 марта 2010 года. В парке имеется много мест, представляющих научный интерес.
Район относительно малонаселенный, хотя в южной его части расположена почти непрерывная цепочка прибрежных городов. Район чрезвычайно популярен у пешеходных туристов.
В районе Саут-Даунс находят археологические артефакты, самые древние из которых относятся периоду неолита. До середины 20 века основным занятием населения было овцеводство.

## Этимология
Название Даунс происходит от староанглийского слова «dun», одно из значений которого «холм». Слово приобрело устойчивое значение «возвышенное холмистое пастбище» около 14 века. Префикс «Саут» — южные — добавляют для того, чтобы отличить их от морфологически подобной им гряде холмов — Норт-Даунс — которые идут параллельно им 50 километрами севернее.

## Геология
Саут-Даунс сформировались из толстого пояса мела, который отложился во время Мелового периода около 60 млн лет назад на дне эпиконтинентального (надматерикового) моря, простиравшегося на большей части северо-западной Европы. Горная порода состоит из микроскопических остатков раковин планктона, жившего в море, это и придает ей белый цвет. В мелу встречается много окаменелостей и много поясов кремня отложены по всей формации.

## География

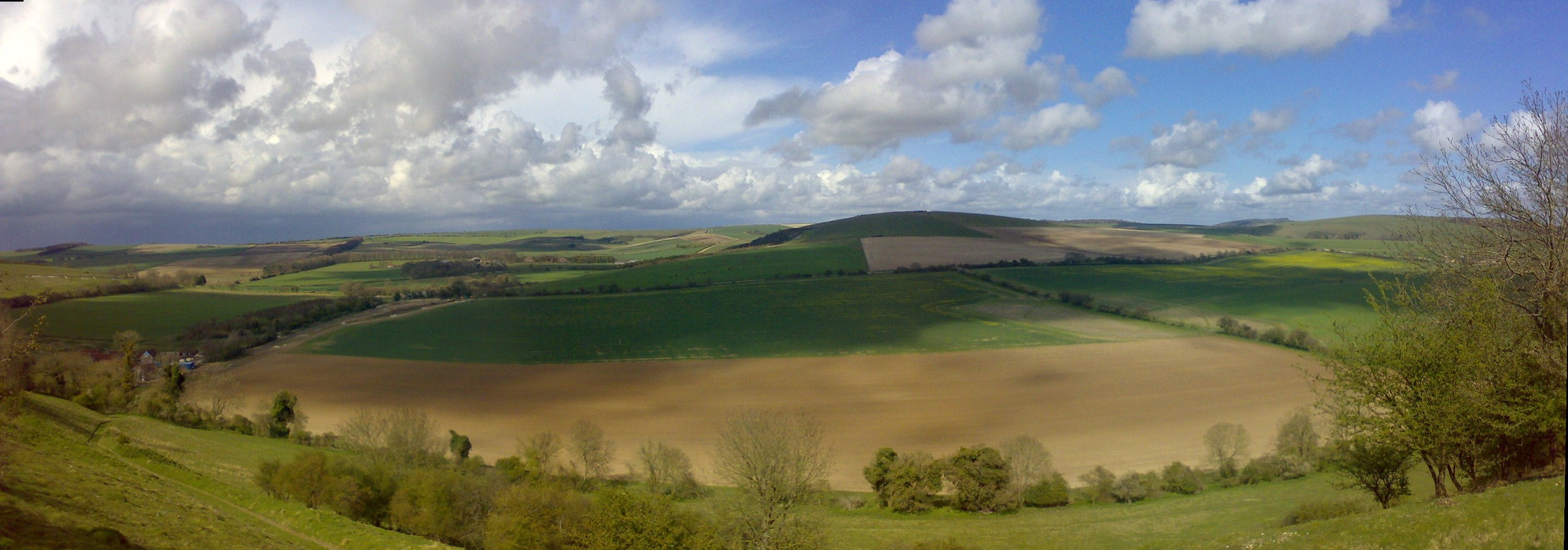
Саут-Даунс, вид со стороны деревни Ангмеринг, возле Арундела (панорама)

Саут-Даунс вытянулась примерно на 110 км с запада на восток и примерно на 11 км с севера на юг. Обе гряды — южная и северная — сходятся в Норт-Уэссекс-Даунс (англ.). Восточное окончание гряды достигает берега между Сифордом (англ.) и Бичи-Хед, образуя захватывающий вид Севен-Систерс — волнистых скал, источенных морем.
Саут-Даунс прорезают 4 долины рек (с запада на восток): Арун, Эйдер, Уз, Какмир. Меловые водоносные горизонты и паводковые потоки питают большую часть окружающих поселений. Оросительные пруды (англ.) являются характерной особенностью склонов Саут-Даунс — это искусственные пруды чтобы поить скот.

## История

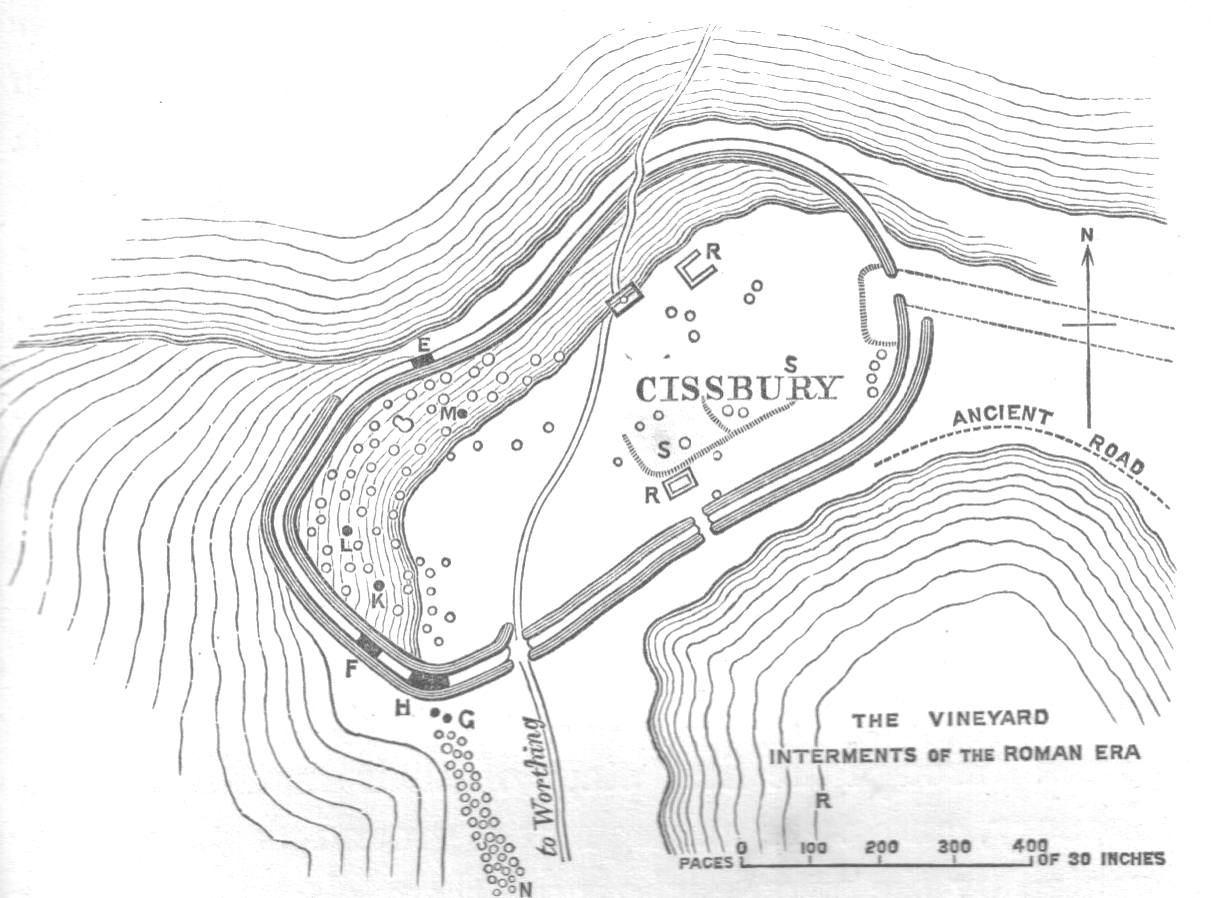
Plan of Cissbury fort showing shafts